# Trissi Bauer
Trissi Bauer (Buenos Aires; 9 de enero de 1942 - ibídem; 29 de agosto de 1986) fue una conductora y actriz de cine, teatro y televisión argentina.

## Carrera
Joven actriz de cine durante la época dorada argentina, plasmó su bello rostro en papeles de reparto en numerosos films junto a figuras de la talla de Alfonso de Grazia, Mario Sóffici, Norberto Suárez, Pablo Alarcón, María Esther Gamas, Sandro, Mirtha Legrand, Santiago Gómez Cou, Tita Merello, Olga Zubarry, entre otros.
Tras una beca en Alemania regresa en octubre de 1966 a la Argentina para continuar su carrera artística.
Además de actriz era una apasionada por la pintura formando una gran colección de más de cincuenta obras junto con su madre, la señora Carmen F. de Berjano.
Integró también una delegación argentina formada además por los directores Lucas Demare y Daniel Tinayre, y las actrices Isabel Sarli, Olga Zubarry, Mirtha Legrand y María Aurelia Bisutti.
En cuanto a su vida privada en 1960 se la relacionó sentimentalmente con uno de los integrantes de la banda de jazz Los Dixielanders. El 29 de abril de 1973 tuvo a su hija Carola Ramón-Berjano.

## Fallecimiento
La actriz Trissi Bauer falleció víctima de un cáncer el viernes 29 de agosto de 1986. Sus restos descansan en el Cementerio Británico de Pablo Nogués. Bauer tenía cuarenta y cuatro años.

## Filmografía
- 1960: La patota
- 1960: Los acusados
- 1968: Un muchacho como yo
- 1969: Los muchachos de antes no usaban gomina

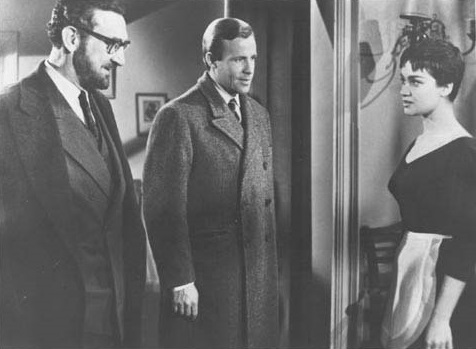
Mario Soffici (1900-1977), Héctor Gancé (1927-2015) y Trissi Bauer (1942-1986) en la película Los acusados (1960).

- 1969: Quiero llenarme de ti
- 1977: Las locas[5]

## Televisión
- 1968: Miss Aventura
- 1971: Ciclo de teatro argentino[6]
- 1972: Amarillo[7]
- 1973: Enfoque de Alemania, como conductora por Canal 7
- 1974: La doncella de Orleans, dirigida por Roberto Durán, acompañada por Miguel Ángel Solá.